# 張常在
張常在（18世纪—1745年），張氏，出身不詳，清朝乾隆帝之常在。

## 生平
目前並不清楚她是在何時、以何情況被乾隆帝收為後宮主位。雍正十三年（1735年）九月二十四日，剛登基的乾隆帝下旨詔封高姓側福晉為貴妃，那拉姓側福晉為妃，蘇姓格格、黃姓格格為嬪，金姓格格為貴人，海姓格格、陳姓格格為常在，沒有張氏之名，表明她並非乾隆帝潛邸時的侍妾。
根據《節次照常膳底檔》的記載，乾隆二年（1737年）十二月三十日，乾清宮擺設萬歲爺晚宴，出席的後宮主位中只有一位不明身份，即「裕常在」。《清宮述聞》引用此檔案時將裕常在寫為「張常在」，原因不詳，未知裕常在、張常在是否即為同一人。
乾隆十年（1745年）十月十八日，張常在去世。乾隆十七年（1752年），裕陵全工告竣，經欽天監敬擇佳期，定於本年十月十三日，孝賢皇后梓宮奉移裕陵，這一天隨孝賢皇后梓宮奉移的還有慧賢皇貴妃、哲憫皇貴妃、儀嬪的金棺，以及秀貴人、張常在的彩棺，其中儀嬪、秀貴人、張常在三人奉移到裕陵妃園寢，同年十月二十七日正式奉安。《昌瑞山萬年統志》誤稱儀嬪、秀貴人、張常在於乾隆十一年十月二十七日入圈。